# Nicki Clyne
Nicki Clyne (Vancouver, 1983. február 11. –) kanadai színésznő.
Legismertebb alakítása Cally Henderson a Csillagközi romboló című sorozatban.

## Filmográfia

### Film
| Év   | Magyar cím               | Eredeti cím          | Szerep           |
| ---- | ------------------------ | -------------------- | ---------------- |
| 2004 | A rosszak jobbak         | Saved!               | gitáros          |
| 2004 |                          | Ill Fated            | Barb             |
| 2006 | Dögölj meg, John Tucker  | John Tucker Must Die | gyönyörű lány    |
| 2010 |                          | Godkiller            | Soledad (hangja) |
| 2010 | Godkiller: Walk Among Us |                      | Soledad (hangja) |

### Televízió
| Év        | Magyar cím              | Eredeti cím                          | Szerep                    | Megjegyzések                                |
| --------- | ----------------------- | ------------------------------------ | ------------------------- | ------------------------------------------- |
| 2000      |                         | Just Deal                            | diáklány                  | 1 epizód                                    |
| 2001      |                         | Level 9                              | Alesha                    | 1 epizód                                    |
| 2001      | Túszmentő               | Hostage Negotiator                   | Alicia                    | tévéfilm                                    |
| 2001      | Sötét angyal            | Dark Angel                           | Fixit / X6                | 1 epizód                                    |
| 2002      | Smallville              | Smallville                           | pincérnő                  | 1 epizód                                    |
| 2002      | Rejtélyek kalandorai    | Mysterious Ways                      | June Grissom              | 1 epizód                                    |
| 2002      | Arccal a Nap felé       | Due East                             | Stacy                     | tévéfilm                                    |
| 2002      | Szegények orvosa        | Damaged Care                         | Bryanna főiskolai barátja | tévéfilm                                    |
| 2002      | Az ördög lelkén szárad  | I Was a Teenage Faust                | Heather                   | tévéfilm                                    |
| 2002      |                         | The Twilight Zone                    | Theresa                   | 1 epizód                                    |
| 2003      | Holtsáv                 | The Dead Zone                        | Erin Salkowe              | 1 epizód                                    |
| 2003      | Csillagközi romboló     | Battlestar Galactica                 | Cally                     | minisorozat (2 epizód)                      |
| 2004      | L                       | The L Word                           | Delilah                   | 1 epizód                                    |
| 2004      | Haverom, a földönkívüli | Zolar                                | Keiko                     | - tévéfilm - magyar hangja: - Vadász Bea    |
| 2004      | Haláli hullák           | Dead Like Me                         | Janelle                   | 1 epizód                                    |
| 2004–2008 | Csillagközi romboló     | Battlestar Galactica                 | Cally Henderson Tyrol     | visszatérő szerep (36 epizód)               |
| 2005–2009 |                         | Tiki Bar TV                          | űrkadét                   |                                             |
| 2006      |                         | Battlestar Galactica: The Resistance | Cally Tyrol               | minisorozat (4 epizód)                      |
| 2006      | Totál frankó            | Totally Awesome                      | Billie                    | - tévéfilm - magyar hangja: - Vági Viktória |